# Joachim Dreier
Joachim Dreier, auch Drejer, Dreyer und latinisiert Tornaesius (* um 1560 in Lübeck; †  16. Februar 1630 in Lübeck) war ein deutscher Philologe und Pädagoge. Er war einer der letzten Vertreter des deutschen Späthumanismus.

## Leben
Dreier, der aus einfachen Verhältnissen stammte, konnte durch die Unterstützung des Bürgermeisters Hermann von Dorne das Katharineum zu Lübeck besuchen. Dafür betreute er schon als Schüler Kinder aus Ratsfamilien. Im Sommer 1579 ging er gemeinsam mit dem späteren Bürgermeister Lorenz Möller, dem Sohn des Rektors Lorenz Möller, zum Studium an die Universität Rostock, wo er am 9. September 1585 unter dem Vorsitz von Nathan Chytraeus zusammen mit Jacob Fabricius zum Magister graduierte. Zu seinen Lehrern zählten neben Chytraeus Lucas Bacmeister und Johannes Caselius. Bei Heinrich Brucaeus studierte er griechische Autoren. Caselius wurde sein väterlicher Freund und Korrespondenzpartner. 1586 begleitete Dreier Heinrich Brockes I. zum Studium an die Universität Tübingen.
Im November 1587 berief ihn der Lübecker Rat als Nachfolger des verstorbenen Nicolaus Vorst zum Konrektor am Katharineum unter dem Rektor Pancraz Krüger. Dreier überstand die Auseinandersetzung, die Ende 1588 zur Entlassung und Ausweisung Krügers führten. Als Konrektor lehrte er 43 Jahre bis an sein Lebensende an der Schule unter vier Rektoren: Krüger, Michael Rackelmann, Otto Walper und Johann Kirchmann. In seiner Amtszeit kam es zur Gründung der Lübecker Stadtbibliothek. Zusammen mit den anderen beteiligten Mitgliedern des Rates, Pastoren und Lehrern des Katharineums findet sich sein Name und Wappen am 1619 geschaffenen umlaufenden Fries der Regale im heutigen Scharbausaal. Sein Nachfolger wurde der bisherige Subrektor Sebastian Meier.
Dreier verfasste griechische Carmina und gab 1598 die in Humanistenkreisen populäre Tabula Cebetis in griechischer und lateinischer Sprache mit eigenen Anmerkungen heraus. Gewidmet ist die Ausgabe seinem Schüler Heinrich Garmers, einem Sohn des Senators und späteren Bürgermeisters Conrad Garmers. Daneben schrieb er auch Trauergedichte, so beim Ableben des Syndikus Johann Faber.
Von Dreier ist eine Eintragung vom April 1617 im Stammbuch (Album Morsianum) des Joachim Morsius erhalten.

## Werke
- (Hrsg.) Kēbētos Thēbaiu pinax. Cebetis Thebani Tabula, scriptum ingeniosissimum et utilissimum, totius humanae vitae speculum continens, omnibusq[ue] iter ad virtutem veluti penicillo delineatum, ostendens. In usum linguae Graecae & Virtutis amantium editum, quàm fieri potuit emendatißimè. Opera & studio M. Joachimi Drejeri. Ejusdem notae & variae lectiones. Rostock: Mylander 1598 (VD16 ZV 3187) (data.onb.ac.at).